# Kryptoperidiniaceae
Famille
Les Kryptoperidiniaceae sont une famille d'algues dinoflagellés de l’ordre des Peridiniales.

## Étymologie
Le nom vient du genre type Kryptoperidinium, formé du préfixe krypto-, caché, et du suffixe -peridin- (grec περιδινέω / peridinó, tournoyer), par allusion au genre Peridinium, dinoflagellé de la famille des Peridiniaceae.

## Liste des genres
Selon AlgaeBase (12 janvier 2022) et NCBI (12 janvier 2022) :
- Blixaea Gottschling
- Dinothrix Pascher, 1914
- Durinskia Carty & Elenor R.Cox
- Galeidinium M.Tamura & T.Horiguchi, 2005
- Kryptoperidinium Lindemann, 1924
- Unruhdinium Gottschling